# Theraphosa
Genre
Synonymes
- Theraphosia Dahl, 1901
- Pseudotheraphosa Tinter, 1991

Theraphosa est un genre d'araignées mygalomorphes de la famille des Theraphosidae.

## Distribution
Les espèces de ce genre se rencontrent en Amérique du Sud.

## Description
Les espèces de ce genre sont parmi les plus grandes araignées du monde.

## Liste des espèces
Selon World Spider Catalog (version 25.0, 26/02/2024) :
- Theraphosa apophysis (Tinter, 1991)
- Theraphosa blondi (Latreille, 1804)
- Theraphosa spinipes (Ausserer, 1871)
- Theraphosa stirmi Rudloff & Weinmann, 2010

## Systématique et taxinomie
Ce genre a été décrit par Walckenaer en 1805. Ce genre a longtemps été attribué à Thorell en 1870, cela est corrigé par Sherwood, Blick, Gabriel et Lucas en 2021.
Pseudotheraphosa a été placé en synonymie par Bertani en 2001.

## Publication originale
- Walckenaer, 1805 : Tableau des aranéides ou caractères essentiels des tribus, genres, familles et races que renferme le genre Aranea de Linné, avec la désignation des espèces comprises dans chacune de ces divisions, Paris, p. 1-88 (texte intégral).